# Пушкино (Благовещенский район)
Пушкино (баш. Пушкин) — деревня в Благовещенском районе Башкортостана, относится к Бедеево-Полянскому сельсовету. Проживают в основном русские.

## География

### Географическое положение
Расстояние до:
- районного центра (Благовещенск): 47 км,
- центра сельсовета (Бедеева Поляна): 2 км,
- ближайшей ж/д станции (Загородная): 65 км.

## Историческая справка
Деревня появилась после 1926 года. Всегда находилась в составе Бедеево-Полянского сельсовета. Во время коллективизации деревня вошла в колхоз имени Фрунзе, в 1950 году — в колхоз имени Ворошилова, а в 1957 году вошла в состав большого совхоза «Полянский».

## Население
| 2002 | 2009 | 2010 |
| ---- | ---- | ---- |
| 71   | ↘69  | ↗83  |

Динамика населения: в 1939 году насчитывалось 203 человека, в 1969—184, в 2010 — 83
Национальный состав
Согласно переписи 2002 года, преобладающая национальность — русские (83 %).